# 西毛
西毛（せいもう、さいもう）は、群馬県の地域区分の一つで、西南部一帯を指す。一般的には、東毛、中毛、西毛、北毛の4区分の一つ。高崎市以西の地域で構成されている。

## 地理

### 構成自治体
高崎市、安中市、藤岡市、富岡市、多野郡の上野村・神流町、甘楽郡の下仁田町・南牧村・甘楽町の4市3町2村で構成される（「群馬県文化財保存活用大綱」や「感染症発生動向調査」など）。

### 地形的特徴
西側は妙義山等の県境から連なる山地、東側は関東平野に連なる沖積地となっている。

## 交通

### 鉄道
高崎市を中心として、東日本旅客鉄道（JR東日本）の上越新幹線、北陸新幹線、高崎線、上越線、信越本線、八高線と、上信電鉄の上信線が通じている。
過去には、1953年（昭和28年）まで東武伊香保軌道線が高崎まで通じており、東武東上線も寄居から藤岡経由で高崎まで延伸する構想があった。また、上信電鉄上信線も長野県東信の中込、もしくは、羽黒下までの延伸構想があり、西武秩父線も西毛地方を経由して長野県軽井沢に延伸する構想があった。

### 道路
主な幹線道路として、東京都と新潟県を結ぶ国道17号と、高崎から長野県に至る国道18号がある。
そのほか、国道254号、国道354号、国道406号、国道462号が通じている。